# Elecciones generales de Singapur de 2025
Las elecciones generales de Singapur de 2025 se celebraron el sábado 3 de mayo de 2025 para elegir a los 97 miembros del Parlamento de Singapur en 33 circunscripciones, en donde Lawrence Wong resultó electo.
Por primera vez desde las elecciones generales de 2001, Lee Hsien Loong no dirigió el gobernante Partido de Acción Popular (PAP), ya que Lawrence Wong le sucedió como primer ministro el 15 de mayo de 2024 y como secretario general del PAP el 4 de diciembre de ese año.
El decimocuarto Parlamento se disolvió el 15 de abril de 2025, y la nominación de candidatos se estableció para el 23 de abril de 2025. Esta fue la primera elección general desde 2011 (y la primera elección disputada de cualquier tipo desde 2016) donde el día de votación ocurrió un sábado.
El resultado final vio al PAP mejorar su voto popular en un 4,34% a 65,57 % y ganar 87 de 97 escaños, revirtiendo el declive electoral de las elecciones anteriores; con la excepción del Partido de los Trabajadores, que reclamó los diez escaños restantes y dos más para los miembros no constituyentes del Parlamento, todas las demás formaciones opositoras vieron disminuir sus cuotas de votos y se convirtieron en partidos extraparlamentarios, incluido el Partido del Progreso de Singapur. En términos de voto popular general, el WP obtuvo alrededor del 15% de los votos, y otras oposiciones con no más del 5%; el Partido de la Solidaridad Nacional tuvo la peor votación de cualquier partido de oposición en Singapur posterior a la independencia, obteniendo solo el 1,19 % de los votos válidos emitidos en ambos escaños disputados y el 0,13 % del voto popular general.